# Pokémon negro y Pokémon blanco
Pokémon Black Version y White Version (en español: Pokémon Edición Negra y Edición Blanca), conocidos en Japón como Pocket Monsters Black & White (ポケットモンスター ブラック&ホワイト Poketto Monsuta Burakku & Howaito?), son dos videojuegos de rol desarrollados por Game Freak y publicados por The Pokémon Company y Nintendo para Nintendo DS. Pertenecen a la quinta generación de Pokémon. Salieron a la venta el 18 de septiembre de 2010 en Japón, mientras que en Europa fueron lanzados el 4 de marzo de 2011 y en América el 6 de marzo del mismo año. En 2012 fueron lanzadas sus secuelas, Pokémon negro 2 y Pokémon blanco 2.
Al igual que en las entregas anteriores de la serie, los dos juegos siguen el viaje de un joven entrenador de Pokémon a través de la región de Unova (Teselia en España), mientras entrena a Pokémon utilizados para competir contra otros entrenadores. También se encarga de frustrar los planes de la organización criminal Equipo Plasma. Blanco y Negro introdujo 156 nuevos Pokémon a la franquicia, así como muchas características nuevas, que incluyen un ciclo estacional, batallas de rotación, modelos 2D de Pokémon completamente animados y batallas triples. Ambos títulos son independientes entre sí, pero presentan en gran parte la misma trama. Es necesario intercambiar Pokémon entre ambos juegos para completar la Pokédex de la región.
Tras su publicación, Blanco y Negro recibió críticas positivas; se elogiaron los avances en el juego y la banda sonora. Los críticos, sin embargo, estaban divididos sobre algunos de los diseños de personajes y de Pokémon, y algunos sintieron que los juegos no innovaron tanto como se esperaba. Sin embargo, los títulos fueron éxitos comerciales; antes del lanzamiento japonés, Blanco y Negro vendió un millón de pedidos por adelantado y se convirtió en el título de Nintendo DS más rápido en vender cinco millones de copias. En septiembre de 2017, las ventas combinadas de los juegos alcanzaron los 15,64 millones, lo que los sitúa entre los juegos más vendidos para Nintendo DS, justo detrás de sus predecesores, Pokémon Diamante y Perla.

## Modo de juego
Pokémon Blanco y Negro son videojuegos de rol con elementos de aventura, presentados en una perspectiva aérea en tercera persona. Hay tres pantallas básicas: un supramundo, donde el jugador navega con el personaje principal, una pantalla de batalla, y el menú, en el que el usuario configura su grupo o cambia ajustes. El jugador toma el papel de un Entrenador Pokémon cuyo primer Pokémon le fue regalado al comienzo de la partida. Posteriormente puede capturar más mediante Poké Balls. Como todos los demás Entrenadores, el jugador puede llevar hasta seis Pokémon a la vez, aunque puede almacenar más en un sistema de PC. Estas máquinas se encuentran en los Centros Pokémon, donde el usuario puede curar a sus Pokémon cuando tienen poca salud o se han debilitado.
Cuando el jugador se encuentra con un Pokémon salvaje o es retado por otro Entrenador a una batalla, la pantalla cambia a una de combate por turnos donde los Pokémon luchan. Durante este, puede usarse movimientos, un objeto, cambiar el Pokémon activo o huir. Sin embargo, el jugador no puede huir de una contienda contra otro Entrenador. Los Pokémon pueden aprender hasta cuatro movimientos, que pueden, por ejemplo, infligir daño, mejorar el ataque o alterar el entorno. Al atacar, los puntos de salud (PS) del rival se reducen: al llegar a cero el Pokémon se debilita. Tras derrotar al contrario se obtienen puntos de experiencia, con lo que los Pokémon suben de nivel para mejorar sus estadísticas. Muchos Pokémon evolucionan a otras formas después de que se cumplan ciertas condiciones, por lo general después de alcanzar un cierto umbral de nivel o al usar un determinado elemento en ellos.

### Nuevas características

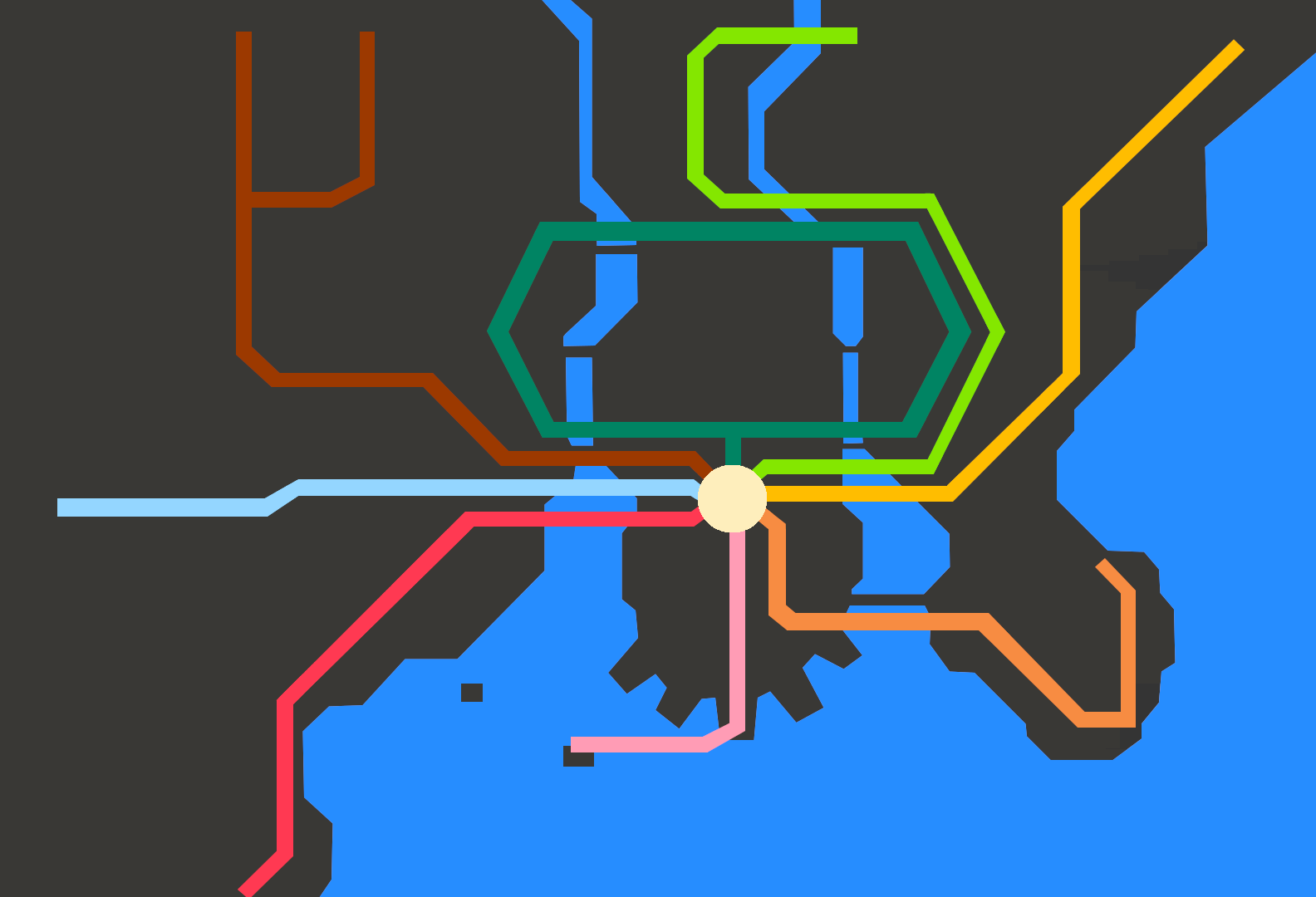
Mapa de las líneas de metro del Metro Batalla en Teselia

Los gráficos mejoraron respecto a su predecesor, Pokémon Diamante y Perla. Durante las batallas, los modelos de los Pokémon están completamente animados y la cámara cambia de posición para resaltar partes específicas del combate. Además de continuar con el ciclo de día y noche presentes en Oro y Plata, Blanco y Negro introduce un ciclo estacional, con las estaciones avanzando cada mes en lugar de estar vinculadas al calendario. Las áreas exteriores muestran diferencias según la temporada, como el cambio de hojas en otoño o la nieve en el suelo en invierno. Ciertas zonas solo son accesibles durante estaciones determinadas; del mismo modo, algunas apariciones de Pokémon dependen de la estación. Los Pokémon Deerling y Sawsbuck cambian su apariencia física para adaptarse a las temporadas.
Pokémon Blanco y Negro introducen dos nuevas mecánicas de batalla: combates triples y combates rotativos. En los combates triples ambos equipos deben enviar tres Pokémon a la vez; los Pokémon situados en cada extremo no se pueden atacar, mientras que el central tiene el máximo alcance. Cambiar de posición toma un turno. En los combates rotativos, cada bando envía tres Pokémon a la vez, pero están dispuestos en un círculo que se puede rotar a voluntad. Otra introducción son los movimientos combinados: a un Pokémon inicial se le puede enseñar uno de los tres movimientos, y usarlos juntos en batallas dobles o triples produce ataques más poderosos. Cuando el jugador navega por el mapa, caminar por la hierba alta de color más oscuro puede desencadenar batallas dobles contra Pokémon salvajes en lugar de las individuales propias de la hierba más clara. De forma similar al Frente Batalla de Pokémon Esmeralda, los títulos cuentan con el sistema de combate Metro Batalla, situado en Ciudad Mayólica. En él, tras ganar combates consecutivos se reciben recompensas.

### Conexión con otros dispositivos
El C-Gear reemplaza el Poké-reloj de Diamante y Perla en la pantalla inferior de la Nintendo DS. Controla las capacidades inalámbricas del juego, incluida la comunicación por infrarrojos para el combate y el intercambio y el acceso a Entralink para transferir contenido desde Pokémon Dream World mediante la conexión Wi-Fi. La consola también puede conectarse con otras cuando está inactiva. Una función permite al jugador responder a varias encuestas para recibir recompensas dependiendo de la cantidad de personas con las que se haya conectado. En la función «Emparejamiento aleatorio», el usuario puede luchar contra otros al azar.
Se agregaron dos características para transferir Pokémon de juegos predecesores de Blanco y Negro para Nintendo DS. Para una transferencia normal, la función Pokétransfer está disponible después de completar la historia principal. A diferencia de la función Parque Compi de juegos anteriores, el Poké Transfer consiste en un minijuego en el que tras transferirse seis Pokémon, el jugador usa la pantalla táctil para lanzar Poké Balls a los Pokémon para atraparlos dentro de un límite de tiempo. Otra característica llamada Trasladador Pokémon se usa para obtener objetos especiales o transferir los Pokémon que se regalan en las promociones de la película Pokémon: Zoroark: El Maestro de Ilusiones, para que el jugador pueda obtener a Zorua y Zoroark. A diferencia del Pokétransfer, está disponible antes de que se complete el juego principal.
Pokémon Dream World está disponible únicamente en Blanco y Negro, que depende del sitio web oficial de Pokémon Global Link. El lugar permite al usuario trabar amistad con Pokémon que no se encuentran normalmente en el juego. Esto ocurre después de sincronizar el juego con Dream World, de manera similar al Pokéwalker de HeartGold y SoulSilver. El jugador puede mantener una casa en el Dream World que otras personas visitan, así como cultivar bayas. Además de permitir el acceso a los Pokémon adquiridos en Dream World, también es posible participar en juegos para obtener recompensas que ofrecen mejoras temporales.

## Argumento

### Escenario

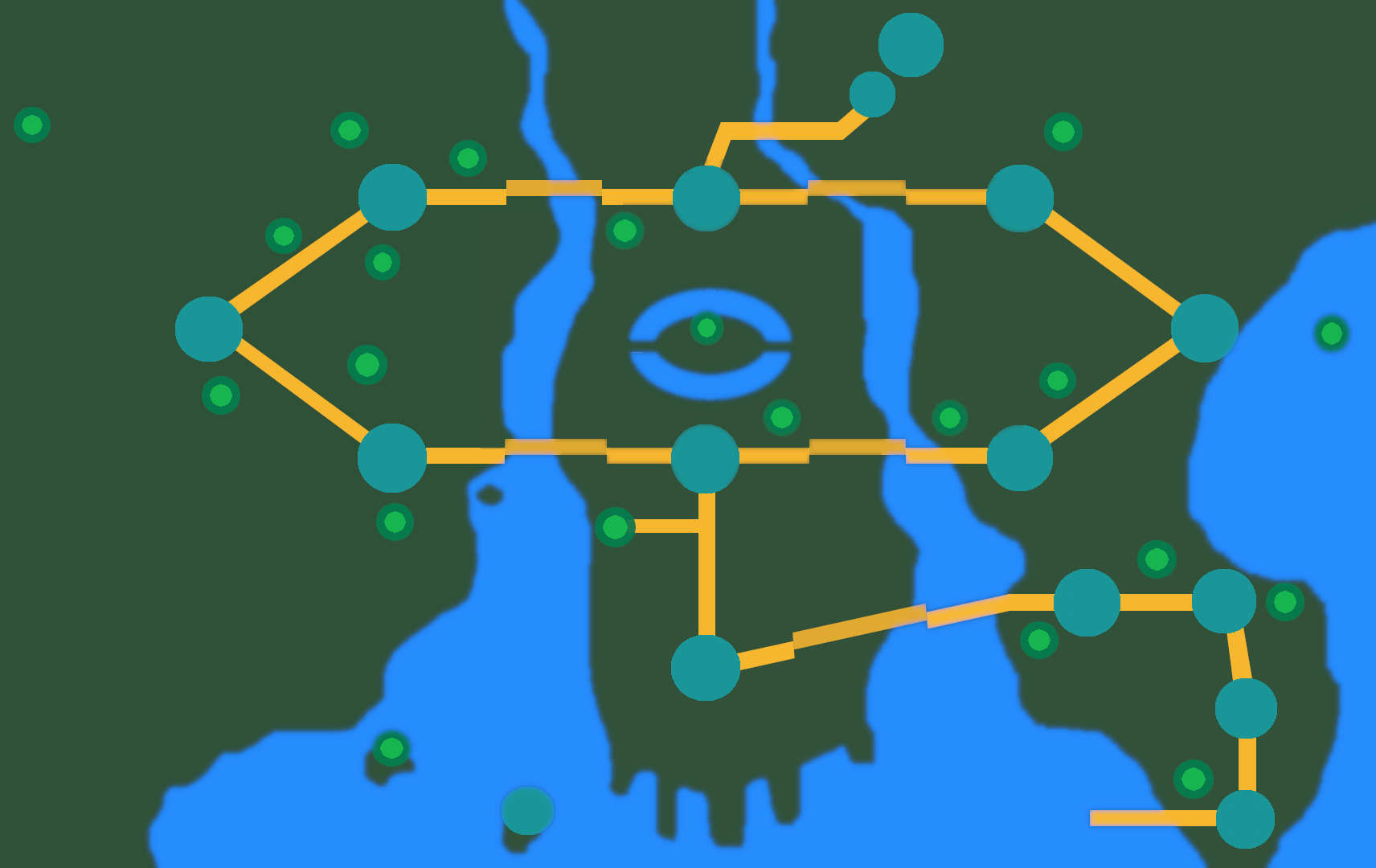
Mapa de Unova en Pokémon Blanco y Negro

Blanco y Negro están ambientados en la región de Unova (Teselia en España), una masa continental ubicada lejos de las regiones anteriores, Kanto, Johto, Hoenn y Sinnoh. A diferencia de sus predecesoras, que se basaban en ubicaciones reales en Japón, Unova sigue el modelo de la ciudad de Nueva York, una idea desarrollada por el director del juego, Junichi Masuda, cuando visitó la ciudad para el lanzamiento de Diamante y Perla. Un ejemplo particular de esto es Ciudad Porcelana, que sirve como metrópolis central de la región y que tomó inspiración de los rascacielos y puentes de la ciudad estadounidense. Masuda también quiso transmitir un «sentimiento de comunidad» en las calles de Porcelana. Unova alberga grandes áreas urbanas, un puerto, un aeropuerto, un parque de atracciones, varios puentes y cadenas montañosas. Además de la variedad de paisajes, la región de Unova también alberga personajes diversos en tono de piel y ocupaciones. El nombre japonés de la región, Isshu (イ ッ シ ュ), se deriva de las palabras japonesas tashu (多種, que significa «muchos tipos») e isshu (一種, que significa «un tipo»); los muchos tipos de personas y Pokémon que se ven de cerca parecen solo un tipo de vida desde lejos.

### Historia
Al igual que los juegos anteriores de Pokémon, Blanco y Negro siguen una historia lineal; los eventos principales ocurren en un orden fijo. El protagonista de las entregas es un adolescente que emprende un viaje a través de Unova para convertirse en el Campeón de la Liga Pokémon. Al comienzo de la partida, el jugador elige a Snivy, Tepig u Oshawott como su Pokémon inicial como regalo de la profesora Encina. Los amigos del protagonista, Cheren y Bell, también son Entrenadores Pokémon y rivales que ocasionalmente luchan contra el jugador; Cheren elegirá los Pokémon con una ventaja de tipo frente al protagonista, mientras que Bell elegirá los Pokémon con una desventaja de tipo. El objetivo principal del jugador es obtener las ocho medallas de gimnasio de Unova y, en última instancia, desafiar al Alto Mando de la Liga Pokémon y a su Campeón para completar la historia principal.
Por otra parte, el jugador también tendrá que derrotar a la principal fuerza antagonista de los juegos, el Equipo Plasma, un grupo que afirma que los Pokémon están oprimidos por la humanidad y que busca liberarlos de sus entrenadores. El Equipo Plasma está dirigido por N, un joven que se crio junto a Pokémon y que los percibe como amigos. A lo largo del argumento, el jugador tiene algunos encuentros con N, quien afirma que al capturar a uno de los Pokémon legendarios de Unova (Reshiram y Zekrom) y derrotar al Campeón Mirto, será reconocido como el héroe de la región y podrá convencer al humanos para separarse de sus Pokémon. Dependiendo de la versión del juego, N capturará a Zekrom en Negro o Reshiram en Blanco.
Después de que el protagonista derrote al Alto Mando y tras entrar en la sala del Campeón, descubre que N ha derrotado a Mirto y se ha convertido en el nuevo Campeón. Poco después, convoca un gran castillo que rodea la Liga Pokémon, desafiando al jugador a encontrarlo para participar en una batalla final. Cuando finalmente lo alcanza, Reshiram o Zekrom son invocados, y el personaje principal debe capturar al Pokémon legendario antes de desafiar a N. Después de su derrota, el antagonista lamenta la posibilidad de que sus ideales estén equivocados. Ghetsis, su padre, se entromete y revela que sus verdaderas intenciones eran usar a N para asegurarse su control sobre los Pokémon y usarlos para gobernar el mundo. En su rabia, Ghetsis desafía al jugador a luchar. Después de su derrota es arrestado, lo que permite a Mirto retomar su posición como Campeón Pokémon de la región de Unova. N, antes de dejar el castillo, agradece al protagonista por ayudarlo a darse cuenta de su error sobre la naturaleza de la relación entre las personas y sus Pokémon.
Después de la derrota del Equipo Plasma, Handsome llega a Unova y pide al jugador que encuentre a los Sabios restantes del Equipo Plasma, para que puedan ser llevados ante la justicia. El protagonista también puede desafiar al Alto Mando una vez más y desafiar a Mirto, para convertirse finalmente en el nuevo Campeón Pokémon de la región de Unova. El jugador también obtiene acceso a la parte este de Unova, que cuenta con Pokémon de los juegos anteriores de la serie, así como acceso a un área única para cada versión del juego: la metropolitana Ciudad Negra y el Bosque Blanco. Cintia, una ex campeona de la región de Sinnoh, también se encuentra en esta área del juego y puede ser desafiada. Un personaje que lleva el nombre de Shigeki Morimoto, un programador de Game Freak, también puede ser enfrentado.

## Desarrollo
El 29 de enero de 2010, The Pokémon Company anunció que se estaba desarrollando un nuevo juego para Nintendo DS que se lanzaría ese mismo año. El director, Junichi Masuda, declaró que varios aspectos de la serie se estaban renovando para la nueva generación. El 9 de abril de 2010, el sitio web japonés se actualizó con los títulos de las versiones como Pokémon Black and White y anunció una fecha de lanzamiento del tercer trimestre de 2010. Las entregas cuentan con un estilo visual mejorado en comparación con sus predecesores, con un mayor uso de gráficos 3D. También tiene una función especial que permite al usuario cargar su juego guardado en Internet, lo que le permite realizar ciertas acciones en el sitio web oficial.
El 3 de agosto de 2010, Masuda anunció en su sitio web que las versiones del juego Blanco y Negro inicialmente solo contienen Pokémon de la quinta generación para evocar la sensación de novedad. En todos los juegos que siguieron a la primera generación, se introdujeron una serie de nuevos Pokémon intercalados con Pokémon de las generaciones anteriores. Más tarde se confirmó que Blanco y Negro cuentan con bloqueo regional en Nintendo DSi y 3DS.
El director y compositor del juego, Junichi Masuda, declaró que para mantener los juegos novedosos, analiza todos los elementos anteriores para decidir qué adaptar al nuevo juego, afirmando que «a la gente puede que no le guste lo que le gusta en el pasado, en cuanto a tendencias». Explicó los nuevos estilos de batalla, afirmando que si bien las batallas triples requieren más estrategia, las batallas de rotación requieren más suerte para ganar. Masuda aclaró que su objetivo al hacer las entregas era hacerlas divertidas para los nuevos jugadores, pero también querían que los usuarios que no habían jugado la serie en un tiempo regresaran. Dijo que era difícil encontrar ese equilibrio para satisfacer a ambos tipos de personas. Para los nuevos jugadores, hay una buena explicación sobre cómo funcionan las mecánicas, mientras que para los jugadores antiguos, incorporaron el C-Gear, que facilita la capacidad de combate e intercambio. Cuando se le preguntó sobre la decisión de introducir más de 150 nuevas especies de Pokémon, Masuda declaró que lo hicieron para que los jugadores antiguos no pudieran saber cuál es un buen Pokémon para usar, lo que nivelaría las batallas para los nuevos jugadores.

## Recepción

### Respuesta crítica
Pokémon Negro y Blanco son de los juegos de la saga que más se han criticado por los complejos diseños de sus nuevos Pokémon y por introducir cambios no demasiado necesarios en la saga, también ha sido criticado en ocasiones por su duración, aun así, el juego cuenta con una gran base de grandes críticas y en general recibieron reseñas generalmente positivas de los críticos, teniendo una calificación de 87 % en Metacritic, indicando reseñas generalmente favorables. La revista japonesa Famitsu Weekly le dio al juego una puntuación perfecta de 40 sobre 40, volviéndose el 15º juego en recibir esta distinción, así como obteniendo el mayor puntaje dado a un videojuego de Pokémon por la revista. Annette González de Game Informer remarcó que «Pokémon Negro y Blanco hacen un gran trabajo construyendo sobre características sólidas ya hechas llevándolas al siguiente nivel». Jamin Smith de VideoGamer.com criticó los juegos por no innovar tanto como a algunas personas les hubiera gustado, pero dijo que «era seguro que Negro y Blanco son juegos realmente buenos; los mejores que la serie tenía para ofrecer hasta el momento». Official Nintendo Magazine se refirió a ellos como «Un bello refinamiento de una gran serie [...] los mejores juegos de Pokémon». Nintendo Power expresó que «el último par de aventuras de la serie de Pokémon son adictivas como siempre».
IGN le dio a los juegos un 9 sobre 10, una calificación más alta que la de cualquier otro juego de Pokémon para Nintendo DS. La reseña alabó a los juegos por renovar el interés en la serie, aunque criticó algunos de los nuevos diseños de los Pokémon, explicando que «aparte de una débil alineación de monstruos (en gran parte una queja estética, por los diseños de las nuevas criaturas), este es el mejor Pokémon que se puede ofrecer en cada nivel, renovando mi menguante interés en las batallas de monstruos». Jeremy Parish de Retronauts criticó Negro y Blanco, comentando que sentía los juegos muy similares a todos los previos juegos de Pokémon. También dijo que las mecánicas invisibles de EV e IV en juego no son necesariamente beneficiosas. Por contraste, notó que serían geniales para nuevos jugadores. Él también los comparó con los juegos de Pokémon Mystery Dungeon y Final Fantasy XIII, argumentando que todos ellos comparten el elemento en común de ser malos antes de ponerse buenos. El editor de GamesRadar, Carolyn Gudmundson dijo que «tal vez no rompen el molde de Pokémon, pero Negro y Blanco ofrecen suficiente nuevo contenido emparejándolo con las clásicas mecánicas profundas de batalla para hacerlos infinitamente jugables. Si pudieras solo jugar un juego por el resto de tu vida, este sería una sabía elección».

### Ventas
En agosto de 2010, un mes antes del lanzamiento de los juegos en Japón, Pokémon Negro y Blanco ganaron un total de 1.08 millones de reservas, volviéndose el juego más rápido de la Nintendo DS en romper la marca de un millón. En los primeros dos días de venta, vendieron más de 2.6 millones de copias, volviéndose el mayor lanzamiento en la historia de la serie en Japón. Hasta el 3 de noviembre los juegos habían vendido más de 4,3 millones de copias en Japón. Hasta el 9 de enero de 2011, los juegos se volvieron los títulos de DS en vender más rápido las cinco millones de copias.
Desde el momento de su lanzamiento en el Reino Unido, Blanco y Negro tomaron el primer y segundo puesto respectivamente en el cuadro de ventas generales del Reino Unido, con Blanco volviéndose el segundo juego de DS más rápido en ventas en el Reino Unido tras El profesor Layton y la caja de Pandora, vendiendo 13 000 copias más que Negro. Combinados, sus ventas son el tercer mayor lanzamiento de Nintendo en el Reino Unido, detrás de Wii Fit y Mario Kart Wii, y el mayor primer fin de semana para una pareja de títulos de Pokémon.
En EUA, Negro y Blanco vendieron más de 1,08 millones de copias en su primer día, rompiendo el anterior récord de primer día, mantenido hasta ese momento por sus predecesores Diamante and Perla con 780 000 copias. De acuerdo a NPD Group, Nintendo vendió 1,3 millones de unidades de Blanco y 1,1 millones de unidades de Negro hasta marzo de 2011, haciéndolos los dos juegos más vendidos en Estados Unidos durante ese mes. Hasta abril de 2011, Pokémon Negro y Blanco habían vendido 11,5 millones de copias mundialmente, haciéndolos los juegos más vendidos de la DS para Nintendo en 2010-11, y terceros en general detrás de los juegos de Wii, Wii Sports y Wii Sports Resort. Hasta marzo de 2015, las ventas combinadas de los juegos habían alcanzado 15,60 millones. Se trata de los séptimos juegos más vendidos de la historia de la consola Nintendo DS.